# Chiesa di San Rocco (Monza)
La chiesa di San Rocco è un luogo di culto cattolico di Monza.

## Storia
La parrocchia di San Rocco fu istituita nel 1848 e la chiesa venne costruita intorno al 1850. Nel 1926, aumentando la popolazione della parrocchia, si iniziò a raccogliere il denaro per costruire un nuovo edificio di culto. I lavori della nuova e attuale chiesa iniziarono nel 1931, mentre era parroco Don Ambrogio Gilardi, e la chiesa vecchia funzionò come tale fino al 1935. La consacrazione del nuovo luogo di culto avvenne, ad opera del cardinale Alfredo Ildefonso Schuster, il 2 ottobre del 1937. La chiesa vecchia venne sconsacrata.